# К1-Б (мотоцикл)
К1-Б «Кієвлянін» — легкий мотоцикл виробництва Київського мотоциклетного заводу (КМЗ), вироблявся у 1946—1955 роках. Перша модель мотоцикла, що впускалась на КМЗ.

## Історія створення
У 1945 році в Києві на базі військового авторемонтного заводу було створено Київський мотоциклетний завод. Для початку виробництва мотоциклів у 1946 році, як військові репарації, сюди було доставлене обладнання та технологічне устаткування, вивезене із заводу фірми Wanderer в Шонау, що в передмісті Хемніця (Chemnitz-Schönau).

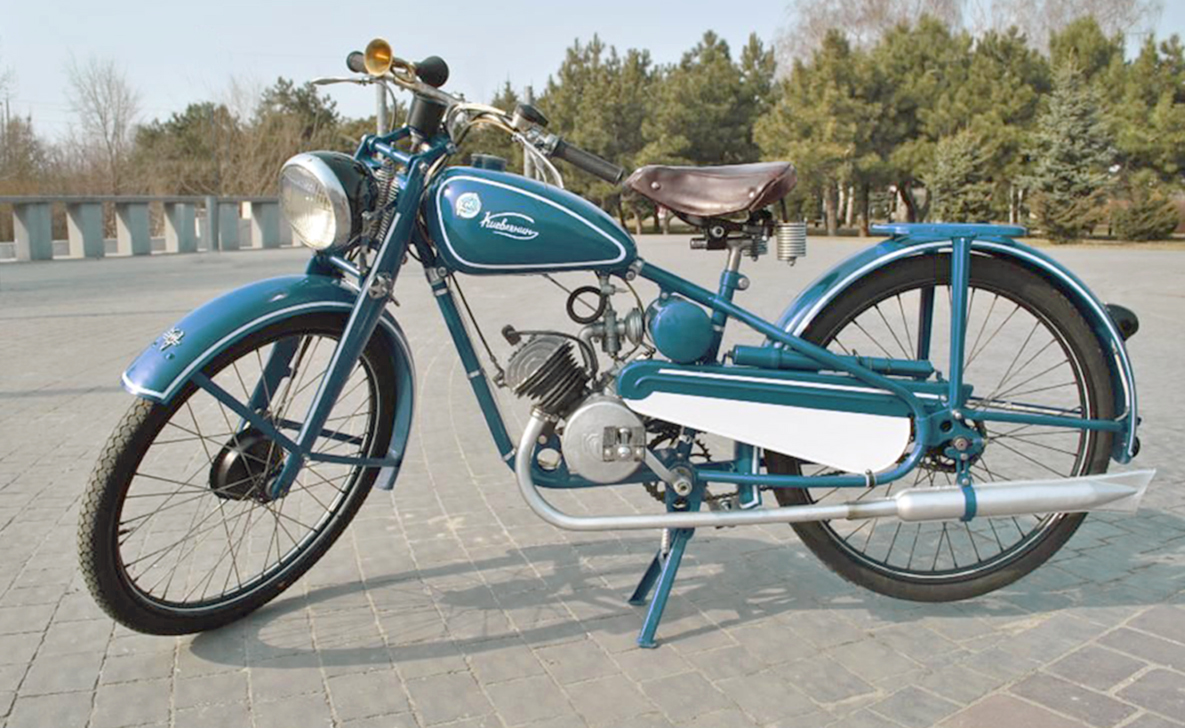
Мотоцикл К1-Б «Кієвлянін» Київського мотоциклетного заводу

За присутності інтернованих німецьких фахівців заводу Wanderer було налагоджено масове виробництво легкого мотоцикла К1-Б. Це була копія довоєнної німецької моделі «Wanderer 1Sp». Перший рік виробництва на мотоцикл встановлювали двигуни, які виробляли в Німеччині (НДР). Згодом було налагоджене власне виробництво двигуна — копії двошвидкісного мотора Sachs 98.
Мотоцикл отримав назву К1-Б «Кієвлянін». На базі мотоцикла було також розроблено трьохколісну мотоколяску для інвалідів К1-В та вантажний трьохколісний мотоцикл К1-Г, їх виробляли в незначній кількості.
З 1956 року на заводі почали випускати новий важкий мотоцикл К-750, а К1-Б було знято з виробництва. За деякими оцінками, за період виробництва 1946—1955 років було випущено близько 40 000 мотоциклів К1-Б. 
У наш час К1-Б є бажаним об'єктом колекціювання для прихильників мотостаровини. Його можна побачити в музеях та на фестивалях ретротехніки.

## Технічні особливості
Мотоцикл К1-Б оснащувався одноциліндровим двотактним двигуном повітряного охолодження з дефлекторним продуванням. Діаметр циліндра двигуна —48 мм, хід поршня — 54 мм, робочий об'єм — 97,7 см³. Потужність становила 2,3 к.с. при 3300 об/хв.
Картер двигуна і головка циліндра відливалися з алюмінієвого сплаву, а циліндр — із чавуну. Коробка передач — двоступенева, з напівсухим дводисковим зчепленням. Мотор було оснащено маховиковим магдино, яке забезпечувало іскрове запалення, освітлення фари і заднього ліхтаря (6 вольт).
Мотоцикл було оснащено велосипедними педалями, які були з'єднані ланцюговою передачею із заднім колесом і слугували для запуску двигуна, гальмування та як допоміжний привід при їзді вгору. Привід на заднє колесо реалізувався роликовим ланцюгом. Задня вісь була оснащена велосипедною втулкою «Торпедо». На передньому колесі була встановлена втулка з гальмівними колодками. Розмір шин — 26×2,25 дюймів.
Ланцюг педалей та двигуна прикривались захисними щитками, мотоцикл оснащувався відкидною центральної підставкою та спідометром з лічильником пробігу.

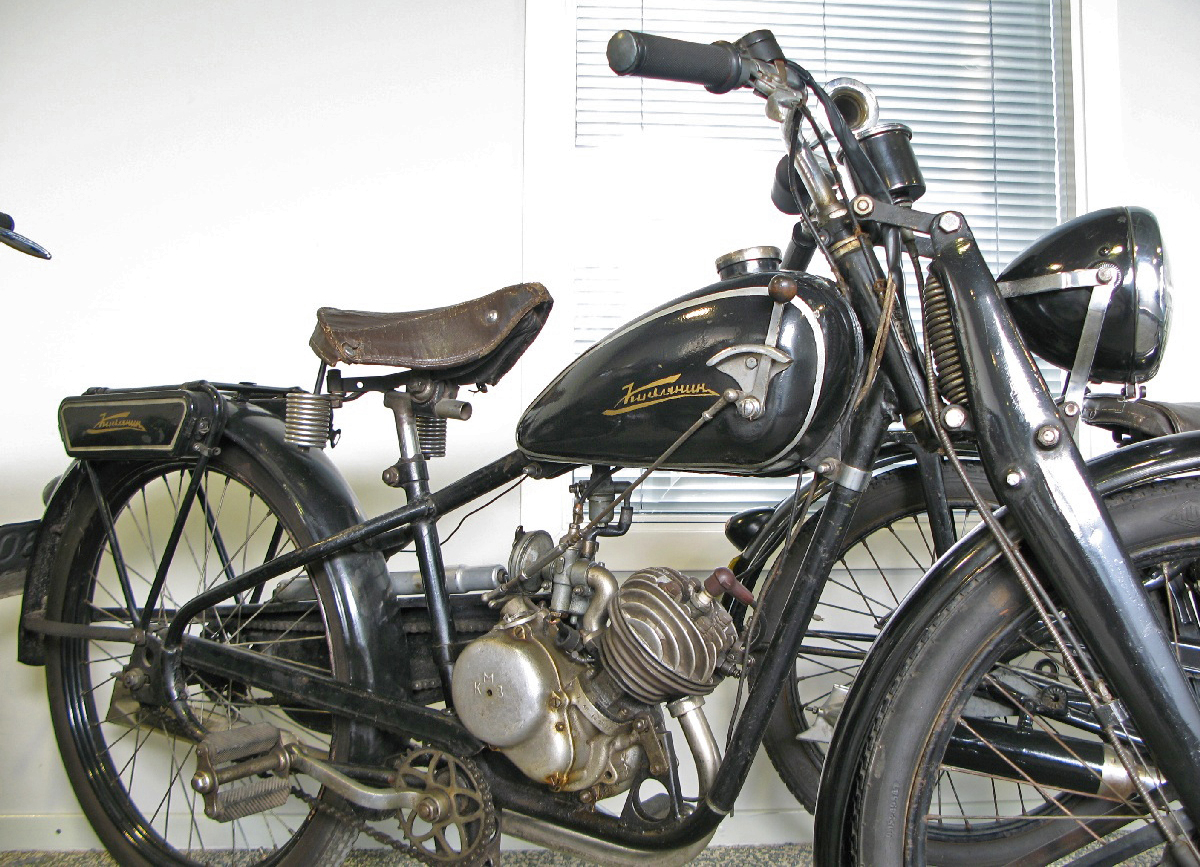
Мотоцикл К1Б в оригінальному стані, Riga Motor Museum

Рама мотоцикла — трубчаста, закритого типу, з кареткою для педалей велосипедного типу. Передня вилка — паралелограмного типу, з двома пружинними амортизаторами та фрикційними демпферами коливань. Заднє колесо — без амортизації. Сідло водія — велосипедного типу, оснащувалось двома спіральними пружинами. На щитку заднього колеса встановлено багажник та дві інструментальні скриньки. На пізніших моделях встановлювалась одна скринька циліндричної форми — над двигуном, під сідлом.
На кермі розміщено органи керування: ручний важіль зчеплення (ліворуч), праворуч — поворотна ручка газу та важіль переднього гальма, також перемикач освітлення, манетка декомпресора, пневматичний сигнал (клаксон).
Праворуч на паливному баку встановлено важіль перемикання передач. Важіль фіксувався у трьох положеннях: дві передачі та нейтраль. Як пальне застосовувалася паливна суміш моторної оливи і бензину в співвідношенні 1:25, витрата палива становила близько 2,9 літрів на 100 км. Максимальна швидкість мотоцикла К1-Б складала 50 км/год., вага (суха) — близько 59 кг, місткість паливного бака — 8 літрів.
Мотоцикл фарбувався в основному в чорний колір, були варіанти блакитного, темно-зеленого кольорів. На бак наносився напис «Киевлянин» та емблема заводу «КМЗ», також щитки коліс та бак прикрашались білими ліновками. У ранніх моделях, на задньому крилі приклепувалась металева емблема з написом «Київ мотозавод».

## Дивись також
- Дніпро (мотоцикл)
- Київський мотоциклетний завод
- Wanderer 1Sp
- Мотоцикл
- Мотоцикл «Мінськ»
- Awtowelo